# Gare de Villers-sur-Mer
Pour les articles homonymes, voir gare de Villers.
La gare de Villers-sur-Mer est une gare ferroviaire française de la ligne de Mézidon à Trouville-Deauville, située sur le territoire de la commune de Villers-sur-Mer, à environ 1,5 km du centre ville de la station balnéaire, dans le département du Calvados en région Normandie.
C'est une halte ferroviaire de la Société nationale des chemins de fer français (SNCF), desservie par des trains TER Normandie.

## Situation ferroviaire
Établie à 39 m d'altitude, la gare de Villers-sur-Mer est située au point kilométrique (PK) 39,791 de la ligne de Mézidon à Trouville-Deauville entre les gares de Blonville-sur-Mer - Benerville et Houlgate.

## Histoire

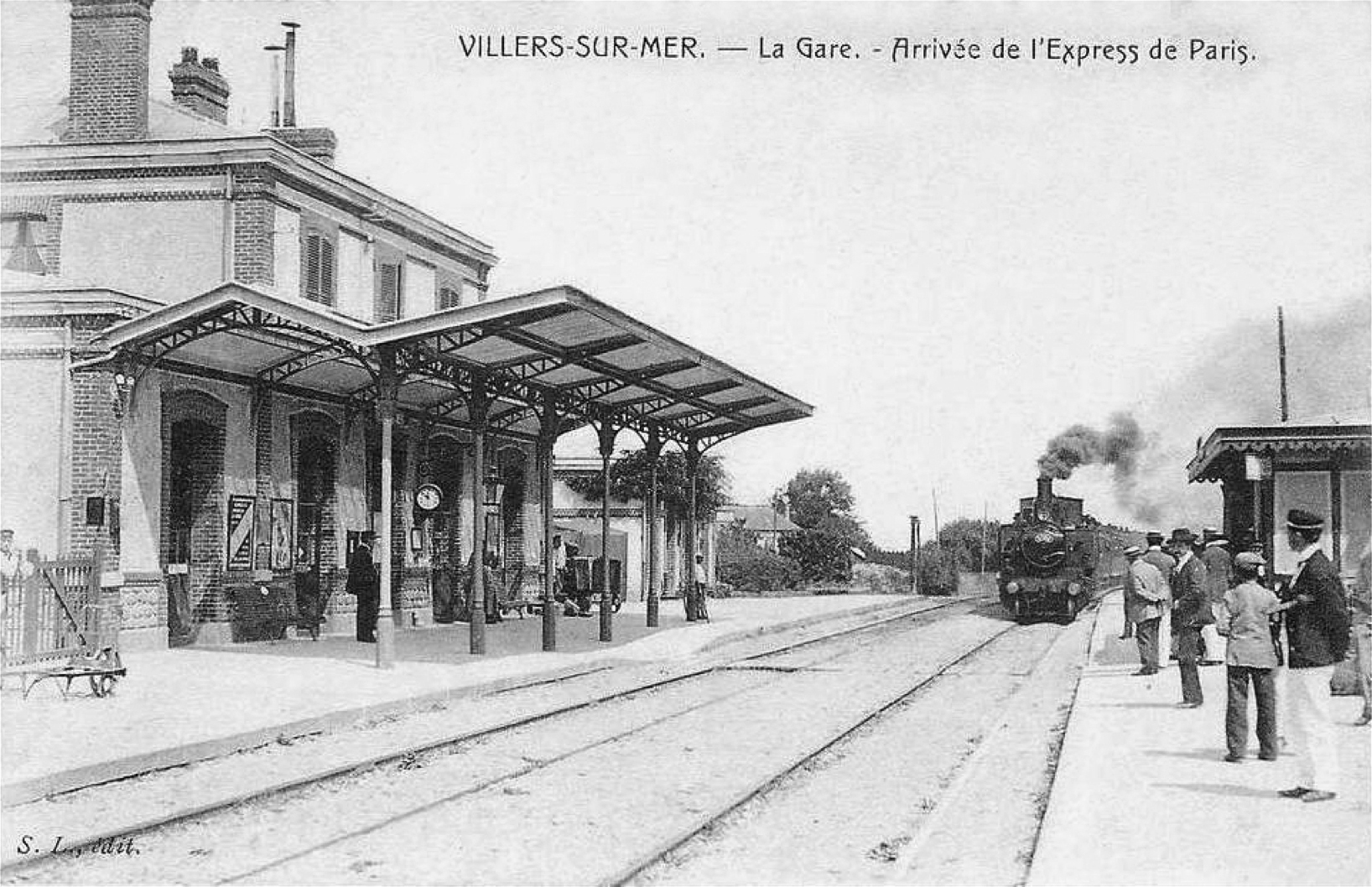
La gare vers 1900, avec le bâtiment voyageurs, deux voies et l'express de Paris.
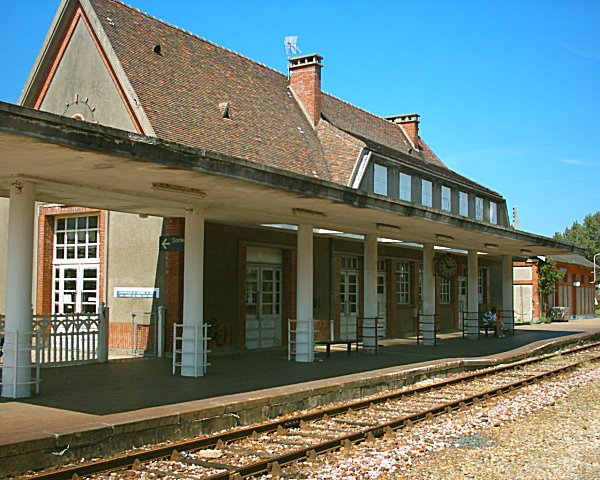
Bâtiment voyageurs en 2004.
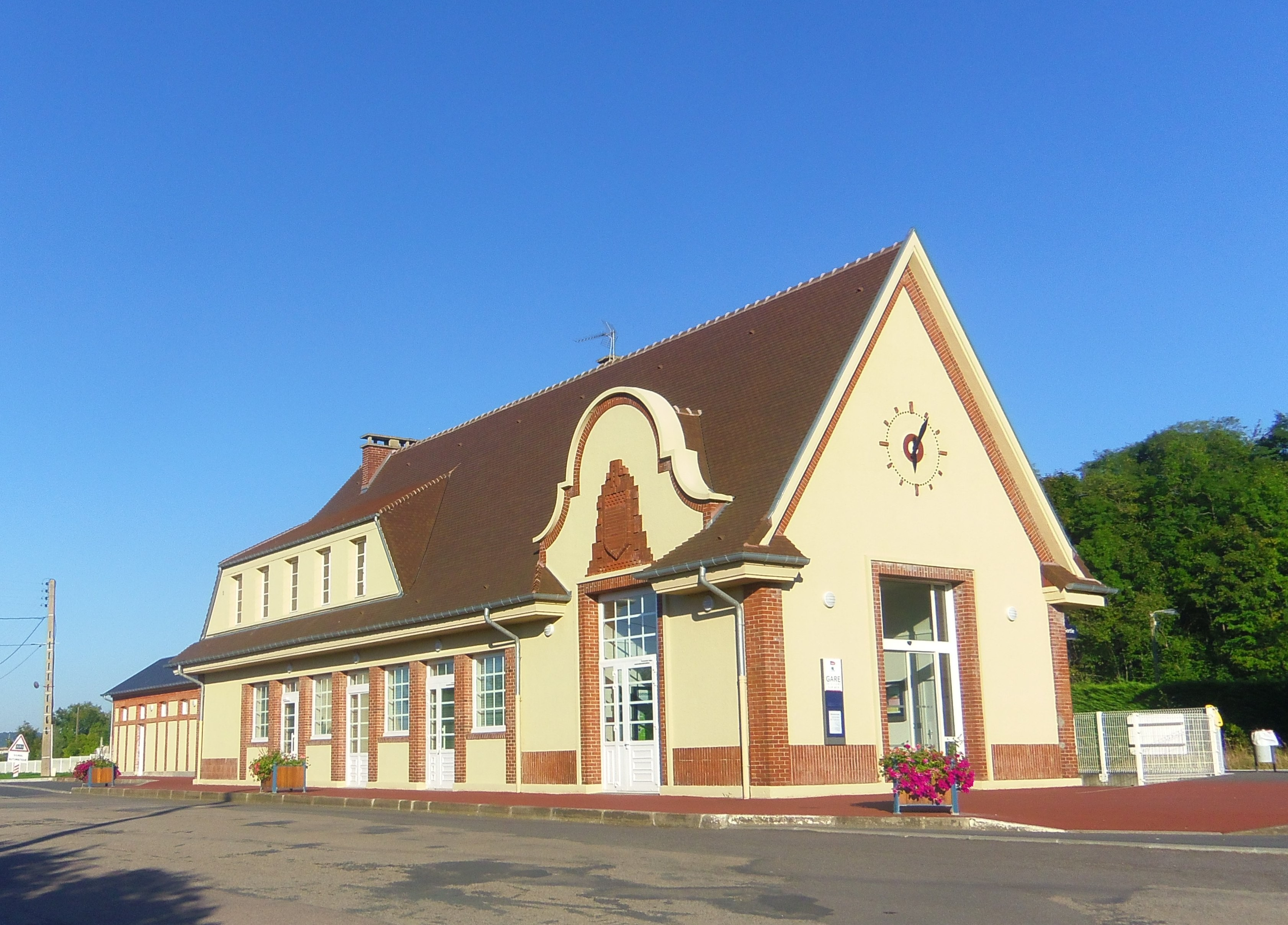
Façade extérieure rénovée en 2011.
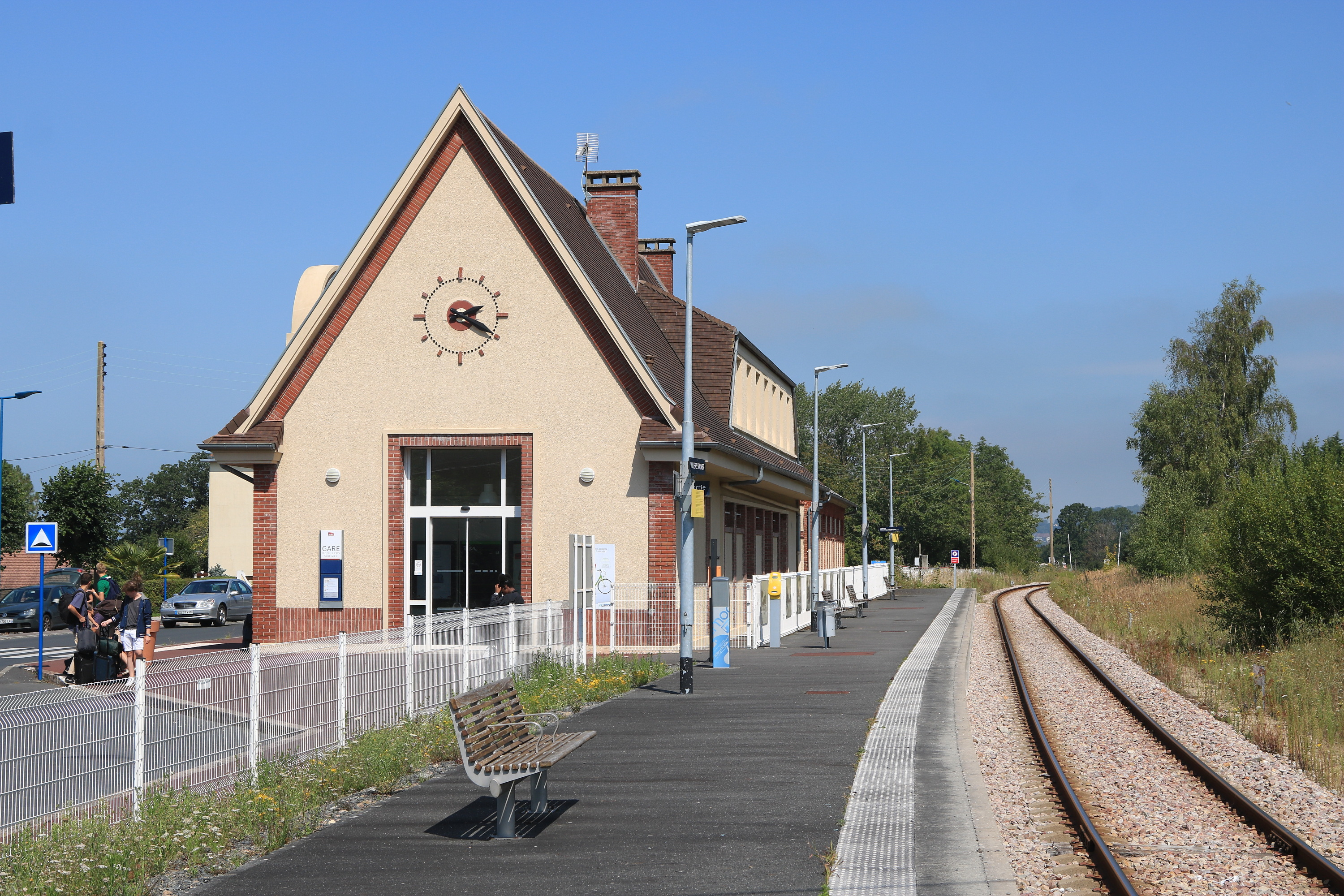
Vue générale de la gare en direction de Trouville - Deauville avec une vue sur la façade latérale du bâtiment voyageurs où se trouve l'accès à l'espace d'attente.

L'arrivée du chemin de fer à la gare de Trouville - Deauville, le 1er juillet 1863, incita les édiles des stations balnéaires à vouloir une gare dans leur commune. Villers-sur-Mer, Houlgate et Blonville obtiennent une déclaration d'utilité publique pour un chemin de fer de Dozulé à Deauville le 16 décembre 1875, elle est néanmoins abrogée le 29 mars 1879 par la loi n° 745 qui déclare d'utilité publique l'établissement d'un chemin de fer de Dives à Deauville. Le premier tronçon ouvert à la circulation le 18 septembre 1882 va de Deauville à Villers. Retardée par les difficultés[Lesquelles ?] rencontrées lors de la construction du dernier tronçon de Villers-sur-mer à Houlgate, l'ouverture de la ligne dans sa totalité a lieu le 20 juillet 1884.
Au début des années 1900 le bâtiment voyageurs comporte une marquise et la gare comporte une voie de croisement et deux quais latéraux. L'express de Paris dessert la gare. 
L'ancien bâtiment voyageurs a disparu au cours du XXe siècle, remplacé par un autre plus récent, au style régional. La gare ne comporte qu'une voie et un unique quai. 
Le 18 juin 2011 a lieu l'inauguration de la halte rénovée. Les travaux débuté en juin 2010 se sont terminés en mai 2011, ils ont notamment permis la réorganisation du bâtiment voyageurs avec la création d'un « espace d'attente ». La marquise de quai en béton a été démolie lors de la rénovation.

## Fréquentation
De 2015 à 2023, selon les estimations de la SNCF, la fréquentation annuelle de la gare s'élève aux nombres indiqués dans le tableau ci-dessous.
| Année     | 2015  | 2016  | 2017  | 2018  | 2019  | 2020  | 2021  | 2022  | 2023  |
| --------- | ----- | ----- | ----- | ----- | ----- | ----- | ----- | ----- | ----- |
| Voyageurs | 6 884 | 6 601 | 6 951 | 5 775 | 6 889 | 3 706 | 4 892 | 6 722 | 7 083 |

## Service des voyageurs

### Accueil
Halte SNCF, c'est un point d'arrêt non géré (PANG) à entrée libre. Disposant néanmoins d'un « espace d'attente » aménagé dans l'ancien bâtiment voyageurs.

### Desserte
Villers-sur-Mer est desservie par les trains TER Normandie qui effectuent des missions entre les gares de Trouville - Deauville et Dives - Cabourg.

### Intermodalité
Le parking des véhicules est possible près de l'entrée de la halte.